# ライク・ア・ヴァージン (曲)
「ライク・ア・ヴァージン」（Like a Virgin）は、1984年に発売されたマドンナのシングル。アルバム『ライク・ア・ヴァージン』の先行シングルとして発売され世界的に大ヒットした。

## エピソード
1984年9月14日の第1回MTV Video Music Awardsで初披露された。パフォーマンス中にハイヒールが壊れたため、止むを得ずステージに寝そべって歌ったことが話題となった。
シングルとしての発売は、前年発売のシングル「ラッキー・スター」がヒットの兆しを見せていたためアルバムと同時期に延期された。
Billboard Hot 100で自身初の1位及び6週連続1位を記録。

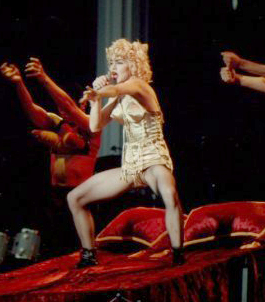
Blond Ambition Tourで「ライク・ア・ヴァージン」を歌うマドンナ

1990年のBlond Ambition Tourで大幅にアレンジされた本曲がセットリストに入っていたが、曲の最後に自慰行為を模したパフォーマンスを行っていた。トロント公演では公演前にトロント警察の警察官が会場に現れ「演出を変えないと逮捕だ」と警告されたが「私はショウの内容を変える気なんて更々ないわよ」と一蹴しパフォーマンスを行った、結果逮捕はされなかった。
2023年4月12日、アメリカ議会図書館より、永久保存録音物として全米録音資料登録簿へ登録されることが発表された。

## 収録曲
7" シングル
1. ライク・ア・ヴァージン - 3:38
2. ステイ - 4:04

12インチ・クラブ・ミックス
1. ライク・ア・ヴァージン (エクステンデッド・ダンス・リミックス) - 6:10
2. ホリデイ - 6:09
3. ラッキー・スター (エクステンデッド・ダンス・リミックス) - 7:16
4. ボーダーライン (エクステンデッド・ダンス・リミックス) - 6:56

## 吹田明日香による日本語カバー版
1984年12月21日に吹田明日香の4枚目にして最後のシングルとしてワーナー・パイオニア（現：ワーナーミュージック・ジャパン）から発売された。売野雅勇が日本語詞を、若草恵が編曲をそれぞれ手掛けている。しかしレコードは原曲が圧倒的に多く売り上げたため、この日本語カバーが注目されることはなかった。この曲のリリース後、吹田は芸能活動を一旦休止する事となった。

### 収録曲
※両曲共に編曲:若草恵
1. ライク・ア・ヴァージン
  - 作詞・作曲：B.Steinberg,T.Kelly／日本語詞：売野雅勇
2. さよならのメッセージ
  - 作詞：売野雅勇／作曲：関谷晃子

## その他カバー
- 水谷圭 1985年 日本語詞：麻生圭子
- ローズ・オブ・ザ・ニュー・チャーチ 1985年 英インディーズチャート22位
- Big Daddy（英語版）1991年『Cutting Their Own Groove』収録。 フランキー・アヴァロン『ヴィーナス』のパロディ。
- ティーンエイジ・ファンクラブ 1991年『The King』収録
- GREAT3 1999年『I.Y.O.B.S.O.S.』c/w
- ニンジャマン 1993年『Original Front Tooth Gold Tooth Gun Pon Tooth Don Gorgon!』収録
- 郁芳苓 2001年 中国語カバー『烏龍歌集［夏チャイ］』収録 サントリーウーロン茶CMソング
- Mad'house 2002年『Absolutely Mad』収録
- BBQ CHICKENS 2003年『Fine Songs, Playing Sucks』収録
- テキサス・ライトニング（英語版） 2005年 『Meanwhile, Back at the Ranch』収録
- Marcela（英語版） 2009年
- 2NE1 2012年 プロデュースFantastic Plastic Machine『COLLECTION』収録 キリン生茶CMソング
- クリスティーナ・スクッチャ 2014年『シスター・クリスティーナ』収録